# Paulo Nagamura
Paulo Nagamura (ur. 2 marca 1983) to brazylijski piłkarz, a później również trener piłkarski. Posiada również obywatelstwo japońskie.

## Kariera

### Juniorska
Nagamura zaczynał karierę w klubie ze swojego rodzinnego miasta - São Paulo. W 2001 został sprzedany do Arsenalu i występował w zespołach młodzieżowych i rezerw. W 2004 pomógł drużynie w mistrzostwach Anglii U-19, zaś w finałowym spotkaniu z Liverpool zdobył gola.

### Profesjonalna
W marcu 2005 trafił do Los Angeles Galaxy. Z Galaxy w 2005 wygrał zarówno MLS Cup jak i US Open Cup. 17 listopada 2006 Nagamura przeszedł do Toronto FC, ale po niedługim czasie oddano go do Chivas USA. W 2012 roku przeszedł do klubu Sporting Kansas City.

## Sukcesy
Arsenal
- Premier League U-19: 2001

 Los Angeles Galaxy
- MLS Cup: 2005
- US Open Cup: 2005